# Sophronica binigromaculipennis
Sophronica binigromaculipennis är en skalbaggsart som beskrevs av Stefan von Breuning 1963. Sophronica binigromaculipennis ingår i släktet Sophronica och familjen långhorningar. Inga underarter finns listade i Catalogue of Life.